# Împăratul Xianfeng
Împăratul erei Xianfeng   (n. 17 iulie 1831, Old Summer Palace⁠(d), Beijing, Dinastia Ming – d. 22 august 1861, Chengde Mountain Resort and its outlying temples⁠(d), Hebei, Republica Populară Chineză), născut Aisin-Gioro I Ju, a fost al nouălea împărat al dinastiei Qing, și al șaptelea împărat Qing  ce a domnit peste China propriu-zisă între 1850-1861.

## Familie
- Împărăteasa Xiaodexia, din clanul Sakda (12 Aprilie 1831 – 24 Ianuarie 1850)
- Împărăteasa Xiaozhenxian, din clanul Niohuru (12 August 1837 – 8 Aprilie 1881)
- Împărăteasa Xiaoqinxian, din  clanul Yehe Nara  (29 Noiembrie1835 – 15 Noiembrie 1908)
  - Zaichun, Împăratul  Tongzhi (27 aprilie 1856 – 12 ianuarie 1875), primul fiu
- Consoarta nobilă imperială Zhuangjing, din clanul Tatara  (2 Aprilie 1837 – 26 Decemberie 1890)
  - Prințesa Rong'an de Rang Intai (20 iunie 1855 – 5 februarie 1875), prima fiică
- Consoarta nobilă imperială Duanke, din clanul Tunggiya (3 Decemberie 1844 – 7 Mai 1910)
- Nobila Consoartă Wen, of the Xu clan ( 1835 – 20 December 1890)
  - Prințul Min de Rangul Secund (8 ianuarie 1859), al doilea fiu
- Nobila Consoartă Wan, din clanul Socoro  (17 November 1835 – 20 June 1894)
- Consoarta Ji, din clanul Wang  (1846– 12 Noiembrie 1905)
  - Avort spontan (fiu,1859 sau 1860)

1. ↑  China Biographical Database
2. ↑  Wade-Giles: Hsien-feng împăratul, 

chineză: 咸丰 帝, pinyin: Xiánfēngdì
3. ↑  pr.: sienfen (auzind direct din mandarină)